# گمینا یاوورنگک پولسکی
گمینا یاوورنگک پولسکی (به لهستانی:  Gmina Jawornik Polski) یک گمینا در لهستان است که در شهرستان پژوورسک واقع شده‌است. گمینا یاوورنگک پولسکی ۶۲٫۹۲ کیلومتر مربع مساحت و ۴٬۶۴۸ نفر جمعیت دارد.